# Leptochilus acolhuus
Leptochilus acolhuus  (лат.) — вид одиночных ос из семейства Vespidae.

## Распространение
Встречаются в Центральной и Северной Америке: Гватемала, Коста-Рика, Мексика, США (от Нью-Джерси до Флориды и Техаса и Аризоны.

## Описание
Длина переднего крыла около 5 мм. Окраска тела варьирует, в основном чёрная с жёлтыми и рыжевато-коричневыми отметинами. Для кормления своих личинок добывают в качестве провизии  гусениц бабочек из семейств Gracillariidae Другие виды этой группы обнаружены в ходах древесных жуков в мёртвой древесине.